# Fredsbevægelse
En fredsbevægelse er en social bevægelse, der uden at anvende vold forsøger at forhindre krige, krigsformer og oprustning til krig og ønsker at udelukke krig som et middel til at føre politik.
Pacifisme, nedrustning, begrænsning af våbenhandel, fjernelse af årsagerne til krig og skabelsen af et internationalt retssamfund er blandt de vigtige temaer i fredsbevægelsernes historie, politik og praksis.

## Fredskirker
En religiøst betinget kategorisk afvisning af vold optrådte tidligt hos nogle hinduer, buddhister og visse kristne sekter, bl.a. kvækerne. Under Reformationen var dennes radikale fløj, som bestod af døberbevægelser, optaget af fredstanken. Til de såkaldte "historiske fredskirker" hørte udover kvækerne også mennonitterne og den amerikanske brødremenighed.
Blandt andet Bjergprædikenen og Frans af Assisi har udgjort vigtige inspirationskilder for kristne fredsbevægelser.

## Fredsdebatten i middelalderen og oplysningstiden
En række filosoffer beskæftigede sig i 1500- til 1700-tallet med fredsspørgsmål. Det gjaldt blandt andet teologen og humanisten Erasmus af Rotterdam, der skrev “Skøn er krigen for den uerfarne” i 1504, og i 1509 Tåbelighedens lovprisning. I 1576 blev den fransk-katolske dommer Étienne de La Boéties værk “Frivillig Trældom” udgivet, der som et af de første diskuterede begreberne civil ulydighed og ikke-voldelig modstand. Også den tyske filosof Immanuel Kant beskæftigede sig med spørgsmålet og udgav i 1795 "Den evige fred".

## Fra Napoleonskrigene til første verdenskrig
Efter Napoleonskrigenes afslutning i 1815-16 opstod der organiserede fredsbevægelser i USA og Storbritannien, og de bredte sig senere til det europæiske kontinent. Deres formål var især at arbejde for afrustning, voldgift og folkeret. Den første af disse grupper i USA var New York Peace Society (en), grundlagt i 1815 af teologen David Low Dodge (1774-1852), og den blev efterfulgt af Massachusetts Peace Society. Grupperne fusionerede til det stadigt eksisterende American Peace Society i 1828. London Peace Society, også kendt som Society for the Promotion of Permanent and Universal Peace, blev dannet af kvækeren og filantropen William Allen i 1816. Senere kom der nationale fredsbevægelser rundt om i Europa.
Diskussionen om brugen af ikkevoldelige metoder som civil ulydighed, herunder boykot, i arbejdet for fred blev videreført af amerikanerne Adin Ballou (1803-1890), William Lloyd Garrison (1805-1889), Henry David Thoreau (1817-1862) og russeren Leo Tolstoj (1828-1910).. Forfatteren Henry David Thoreau blev fængslet i 1846 for at nægte at betale militærskat som en protest mod den mexicansk-amerikanske krig, hvilket igen førte til hans skrift "Civil Disobedience". 
Det stadigt eksisterende internationale Fredskontor blev grundlagt i 1891. Allerede to år forinden havde den norske kvindesagsforkæmper Anna Bugge holdt et længere foredrag om emnet "Fredsbevægelsen i Europa". I 1905 udgav Alfred Hermann Fried et internationalt opslagsværk om fredsbevægelser, Handbuch der Friedensbewegung .
Den første Nobels fredspris blev uddelt i 1901 til Henry Dunant og Frédéric Passy, og i 1910 blev The Carnegie Endowment for International Peace (Carnegie-stiftelsen for international fred) stiftet af Andrew Carnegie.
Pacifisten Bertha von Suttner (1843-1914) offentliggjorde romanen Ned med vaabnene: En Levnedsskildring i 1889 (filmatiseret i 1914).

## Fredsbevægelsernes start i Danmark
Muligvis den første dokumenterede protest mod krigsdeltagelse begrundet i pacifisme fandt sted i 1658 under svenskernes belejring af København. Kun en tredjedel af de studerende ved Københavns Universitet dannede et regiment, fordi ikke alle ville være soldater. Der kunne være mange grunde til at unddrage sig militærtjeneste, men, som det fremgår af præsten Holger Rørdams doktordisputats (1855), ville en af studenterne ikke være med til at slå ihjel: "En Student Jesper Baltzersen Kønichen, der var hildet i weigelianske anskuelser, opfordrede Borgerne til at nedlægge Våbnene for ikke at besmitte dem med Fjendeblod; men hans Røst forstummede i den almindelige Nidkjærhed." Jesper Baltzersen Kønichen (de) blev i 1663 landsforvist til Holland hvor han udgav nogle skrifter på latin og hollandsk: Meditationes Pacificæ Jasperi Könekenii Haunia-Dani Latino Belgicæ. Vreedewillende Handeling aen de Hoogmoogende Heeren Staeten in den Haagh. Typis datæ Amstel. d. 10.-20. april. 1665. Heri er et af brevene til den svenske konge. Det er de ældst kendte bøger om fred og konfliktløsning skrevet af en dansker.
Politikeren Fredrik Bajer etablerede i 1882 den første danske fredsgruppe Dansk Fredsforening. Foreningens politiske hovedkrav var dansk neutralitet under kommende krige.

## Første verdenskrig og mellemkrigsårene
Første verdenskrig gav anledning til forskellige protester, dels overordnet mod krigen, og dels mod dens konkrete følger, blandt andet i form af værnepligt i de krigsførende lande. Der var to folkeafstemninger om den militære værnepligt i Australien og omfattende irske og fransk-canadiske protester mod værnepligten.
I England kom Bertrand Russell og Alfred Salter (1873-1945) galt afsted på grund af deres pacifisme.
Kvindernes Internationale Liga for fred og frihed blev oprettet internationalt i 1915 med blandt andre amerikanerne Jane Addams og Emily Greene Balch samt ungareren Rosika Schwimmer (en) som stiftende medlemmer. Allerede samme år blev den tilsvarende danske afdeling etableret som Danske Kvinders Fredskæde.
Efter første verdenskrig blev militærnægtelse legaliseret rundt omkring i verden. I Danmark blev civil værnepligt indført i 1917 efter en omfattende debat igangsat af Foreningen for konsekvente Antimilitarister 1915-1921, blandt hvis medlemmer var Andreas Fritzner.  Den første militærnægterlovgivning i Norge kom i 1923. 
Mellemkrigstidens fredsbevægelse fokuserede i øvrigt især på international organisering og støtte til Folkenes Forbund, som generelt støttede nedrustningsbestræbelser. "Krigsmodstandernes internationale forbund" blev dannet i 1921 i Holland. Den danske afdeling Aldrig Mere Krig blev oprettet i 1926. I Indien udviklede den førende fortaler for selvstændighed Mahatma Gandhi i mellemkrigsårene en selvstændighedsbevægelse, der meget bevidst hvilede på et ikkevoldsprincip. Bevægelsen voksede til en kollektiv form for protest mod det britiske kolonistyre, hvilket efterfølgende inspirerede en lang række personer langt fra Indien: Blandt dem var amerikaneren Martin Luther King, den hollandsk-amerikanske pacifist og aktivist A. J. Muste, Gene Sharp, hollænderen Bart de Ligt samt englænderen Annie Besant og Ellen Hørup.
I Tyskland var der også forskellige fredsbevægelser og -grupper i mellemkrigstiden, der blev forbudt og ofte forfulgt efter den nazistiske magtovertagelse i 1933. Det gjaldt således "Die Deutsche Friedensgesellschaft" (Det tyske fredsselskab) og dets tidsskrift Das Andere Deutschland, der blev forbudt i 1933. Den pacifistiske kunstnergruppe Das junge Rheinland, der var blevet grundlagt i 1919, blev ligeledes forbudt i 1933. Modtageren af Nobels fredspris i 1935 Carl von Ossietzky døde i koncentrationslejr i 1938.

## Fredsbevægelsen i Danmark under anden verdenskrig
For de danske fredsgruppers vedkommende var den tyske besættelse speciel. Danmark var det eneste af de tysk besatte lande, hvor fredsbevægelserne forsatte deres virksomhed uden konsekvenser i form af tysk fangenskab. Samarbejdspolitikken under besættelsen og de mange medlemmer i de danske fredsgupper var hovedårsagerne til at de danske fredsgrupper kunne fortsætte deres virke.[kilde mangler]
Kun medlemstallet for Aldrig mere Krig og Ligaen under besættelsen er kendt. AmK havde omkring 1500 medlemmer og Ligaen havde omkring 2200 medlemmer.
Anden verdenskrig gav anledning til dannelsen af flere nye civilsamfundsorganisationer med fred som omdrejningspunkt. Den danske nødhjælp til Norge under krigen (Norgeshjælpen) blev først iværksat af Borghild Hammerich, der tog initiativ til Den Norske Damekomité, senere Hjælpefonden af 1942. Ud af Norgeshjælpen voksede Fredsvennernes Hjælpearbejde med bl.a. Elise Thomsen, Hagbard Jonassen og Svend Haugaard som initiativtagere, der udvidede hjælpearbejdet efter krigen til blandt andet Finland, Polen og Tyskland. Organisationen skiftede senere navn til Mellemfolkeligt Samvirke. Den katolske fredsgruppe Pax Christi blev stiftet i 1945, og "Landsforeningen Een verden: Dansk forening for et føderalistisk verdensstyre" oprettedes i 1946.[kilde mangler] Fra 1970 var den en del af FN-forbundet. Blandt organisationens medlemmer var Piet Hein og Ebbe Rode.

## Den kolde krig
Konfrontationen mellem supermagterne i øst og vest i efterkrigstiden medførte en voldsom oprustning, specielt på atomvåbenområdet. Frygten for en altødelæggende global atomkrig var en af drivkræfterne for fredsarbejdet under den kolde krig.
En baggrund for dannelsen af protestbevægelserne mod atomvåben var Lucky Dragon ulykken i 1954.[kilde mangler] Lucky Dragon var en japansk tunfiskerbåd med en besætning på 23 mand, som blev forurenet af nedfald fra det amerikanske Castle Bravo brintbombeforsøg ved Bikini Atollen den 1. marts 1954. Ulykken førte til at de japanske fredsgrupper dannede "the Japanese Council Against Atomic and Hydrogen Bombs" i 1955.
Også flere videnskabsmænd advarede ved forskellige lejligheder mod faren for en atomkrig. Det gjaldt således Niels Bohr, Russell-Einstein-manifestet 1955, Joseph Rotblat og Linus Pauling. Franck-rapporten og tidsskriftet The Bulletin of the Atomic Scientists var andre eksempler. Det samme var Pugwash-bevægelsen, der blev etableret i 1957. I det samme år blev den britiske NGO the Campaign for Nuclear Disarmament grundlagt i London.
I Danmark blev "Dansk Fredskonference" oprettet i 1954 som den første af flere nye danske fredsgrupper der opstod under den kolde krig. Kampagnen mod Atomvåben i Danmark var aktiv 1960-1965. Anders Boserup var en af de mange aktive i Kampagnen mod Atomvåben,[kilde mangler] og den daværende socialdemokratiske kirkeminister Bodil Koch talte under stor mediebevågenhed ved Kampagnen mod atomvåbens påskemarch i 1961.
Ud af Kampagnen mod Atomvåben knopskød Fredspolitisk Folkeparti, blandt hvis medlemmer var rektor Aage Bertelsen. Militærnægternes Oplysningskontor blev oprettet i 1965, og ud af det voksede Militærnægterforeningen et par år senere. Foreningen udgav tidsskriftet NB.
Faren for en atomkrig og protester mod atomvåben prægede også på forskellige måder kulturlivet i perioden. Et eksempel var Studenterforeningens nytårsrevy i 1962 Gris på gaflen, skrevet af Jesper Jensen, Leif Panduro og Klaus Rifbjerg og med musik af Bent Axen og Erik Moseholm.

## Vietnamkrigen
Vietnamkrigen medførte i løbet af 1960'erne stigende protester i både USA og andre dele af verden imod den amerikanske krigsførelse. Det skyldtes ikke mindst amerikanernes anvendelse af napalmbomber (foreviget i det verdensberømte billede af den 9-årige napalmramte pige Phan Thị Kim Phúc) og selvantændende hvid fosfor samt den dioxinholdige sprøjtegift Agent Orange. Også i Danmark opstod der en Vietnambevægelse, der førte til en række danske demonstrationer og reaktioner i forhold til Vietnamkrigen. Russell-tribunalet eller Det internationale Krigsforbrydelses-Tribunals anden session, der behandlede nogle af begivenhederne i krigen, fandt sted i Roskilde i dagene 20. november til 1. deccember 1967. Blandt deltagerne i tribunalet var Bertrand Russell, Jean-Paul Sartre og Simone de Beauvoir.
Vietnamprotesterne satte sig også en række aftryk i kulturen, ikke mindst musikalsk med bl.a. protest- eller fredssange af John Lennon, Pete Seegeer, Arlo Guthrie og Joan Baez. I Danmark producerede bl. a. Røde Mor protestsange mod Vietnam-krigen. Vietnamkrigen blev den krig, hvorom der på globalt plan er indspillet flest sange for og specielt mod krigen. Omkring 6000 indspilninger er indtil videre registreret inden for alle former for musikgenrer i The Vietnam War Song Project, som grundlægges i 2007 af historikeren Justin Brummer. . Den på dansk udkomne musik om krig og fred er registreret i diskografien "Skjalden sang fredssangen og slaget på marken stoppede ... Bemærkninger til dansk fredsmusiks historie".

## 1980'erne
I perioden 1979–1991 opstod en række nye bevægelser i Danmark og en række andre vestlige lande. I Danmark blev fredsbevægelserne i 1980'erne domineret af tre organsiationer: På den ene side Samarbejdskomiteen for Fred og Sikkerhed, der var tilknyttet Verdensfredsrådet og domineret af det velorganiserede Danmarks Kommunistiske Parti og på den anden side de mere neutrale Nej til Atomvåben og Kvinder for Fred, der begge blev stiftet i 1980. Kvinder for Fred deltog blandt andet i en fredsmarch fra København til Paris i 1981, der fik stor medieopmærksomhed. En række andre nye fredsbevægelser og initiativer opstod også i perioden, specielt faglige fredsgrupper.
Nej til Atomvåben (1980-1991), blandt hvis stiftende medlemmer var Jørgen Dragsdahl, var den danske afdeling af European Nuclear Disarmament Campaign.[kilde mangler]
I England opstod der kvindefredslejre ved den britiske atomvåbenbase Greenham Common nær London i 1981 i forbindelse med udstationeringen af amerikanske mellemdistanceatomvåben på basen. I Danmark kom nogle få år senere et lignende initiativ i form af Kvindefredslejren ved Ravnstrup.
Den danske sociolog Jan Øberg etablerede Den Transnationale Stiftelse for Freds- og Fremtidsforskning i Lund i 1986.

## Protester mod franske atomvåbenforsøg
Franske efterretningstjenester bombede i Operation Satanique Greenpeace skibet Rainbow Warrior i New Zealand i 1985 fordi organisationen ville protestere mod planlagte franske atomvåbenforsøg i Moruroa i Fransk Polynesien.[kilde mangler]
Den i 1995 nyindsatte franske præsident Jacques Chiracs beslutning om at genoptage Frankrigs atomprøvesprængninger fik fredsbevægelser og forbrugere verden over til at boykotte franske varer inklusive franske vine. Atomvåbenforsøgene stopper året efter.

## Senere initiativer
Også senere militære begivenheder har givet anledning til protester, således Irakkrigen fra 2003, som blandt andet den britiske fysiker Stephen Hawking har protesteret imod.